# Association sportive et culturelle Habitation à Loyer Modéré
Ne doit pas être confondu avec Hlm Grand Yoff FC.
Maillots
Actualités
Dernière mise à jour : 20 Mai 2025.
L'Association Sportive et Culturelle Habitation à Loyer Modéré est un club de football sénégalais basé à Dakar.

## Histoire
Association sportive et culturelle Habitation à Loyer Modéré en abrégé ASC HLM est un club de football sénégalais créé en 1992 et basé à Dakar.
Après son titre de champion de la deuxième division sénégalaise de football (Ligue 2) en 2002, ASC HLM remporte la coupe du Sénégal de football en 2012.
En 2013, le club termine la saison à la 7e place de la poule A de la Ligue 2, il est relégué.
ASC HLM de Dakar sort vainqueur du trophée de la coupe du haut conseil des collectivités territoriales (Coupe HCCT) en 2021.
Après plusieurs années en championnat amateur de football, ASC HLM remporte la finale de la National 1 édition 2022 et retrouve le championnat sénégalais de football professionnel (Ligue 2).
En 2024, L’ASC HLM retrouve la Ligue 1 après 11 ans d’absence

## Palmarès
- Ligue 2
  - Vainqueur : 2002
  - Vice-champion : 2023-2024
- Coupe du Sénégal (1)
  - Vainqueur : 2012

- Coupe HCCT (1)
  - Vainqueur : 2021

- National 1 (1)
  - Vainqueur : 2022

- Coupe de l'UFOA
  - Finaliste : 2009